# ليف ألبورت
ليف ألبورت Lev Osipovich Alburt لاعب شطرنج روسي يحمل لقب أستاذ كبير.
- ولد في 21 أغسطس 1945 في أورنبورج في روسيا.
- وهو مؤلف كتب شطرنج ومدرب.
- فاز ببطولة أوكرانيا للشطرنج ثلاث مرات من عام 1972 إلى 1974.
- حصل على لقب أستاذ دولي عام 1976.
- حصل على لقب أستاذ كبير عام 1977.
- وبعد رحيله إلى الولايات المتحدة الأمريكية عام 1979 فاز ببطولة أمريكا ثلاث مرات.

## روابط خارجية
- ليف ألبورت على موقع الاتحاد الدولي للشطرنج (الإنجليزية)
- ليف ألبورت على موقع مباريات الشطرنج (الإنجليزية)
- ليف ألبورت على موقع 365Chess.com (الإنجليزية)
- ليف ألبورت على موقع Chesstempo.com (الإنجليزية)
- ليف ألبورت على موقع الاتحاد الأمريكي للشطرنج (الإنجليزية)
- ليف ألبورت سجل أولمبياد الشطرنج على موقع OlimpBase.org (الإنجليزية)